# Elena Mázanik
Elena Grigórievna Mázanik (en bielorruso: Алена Рыгораўна Мазанік, en ruso: Еле́на Григо́рьевна Маза́ник; Poddegtyarnaya, 2 de marzo de 1914 - Minsk, 7 de abril de 1996) fue la partisana soviética responsable del asesinato de Wilhelm Kube, Generalkommissar de la Bielorrusia ocupada por los nazis, a quien mató colocando una pequeña bomba de relojería debajo de su cama mientras trabajaba para él como empleada doméstica. Por su muerte, ella y los otros conspiradores recibieron el título de Héroe de la Unión Soviética el 29 de octubre de 1943 por decreto del Sóviet Supremo de la Unión Soviética. Después de la guerra trabajó como asistente del director de la principal biblioteca de la Academia de Ciencias de Bielorrusia.

## Biografía
Elena Mázanik nació el 2 de marzo de 1914 en el seno de una familia campesina bielorrusa en el pueblo de Poddegtyarnaya de la gobernación de Minsk, entonces parte del Imperio ruso. Su educación fue la habitual para la época, ya que se graduó de solo seis grados de escuela antes de irse en 1931 para trabajar como camarera en el comedor del Consejo de Comisarios del Pueblo de la RSS de Bielorrusia. Pronto se casó con un hombre llamado Boleslav Antonovich Tarletsky, que era chofer y empleado de la NKVD. En 1935 dio a luz a un hijo, pero solo vivió un año y medio. Después de dar a luz a su primer hijo, cambió de trabajo para trabajar en el gimnasio del Consejo de Comisarios del Pueblo de Bielorrusia. En 1939 dio a luz a otro hijo, esta vez muy prematuro, y no sobrevivió. Ese mismo año volvió a su anterior trabajo como camarera.
Después de que los alemanes tomaron el control de Minsk, Mazanik se infiltró en una unidad de la Wehrmacht usando el seudónimo de Galina, pero luego pasó a trabajar como camarera en un comedor y casino para oficiales alemanes hasta que fue reclutada para trabajar en la mansión de Wilhelm Kube en junio de 1943.

## Asesinato de Wilhelm Kube

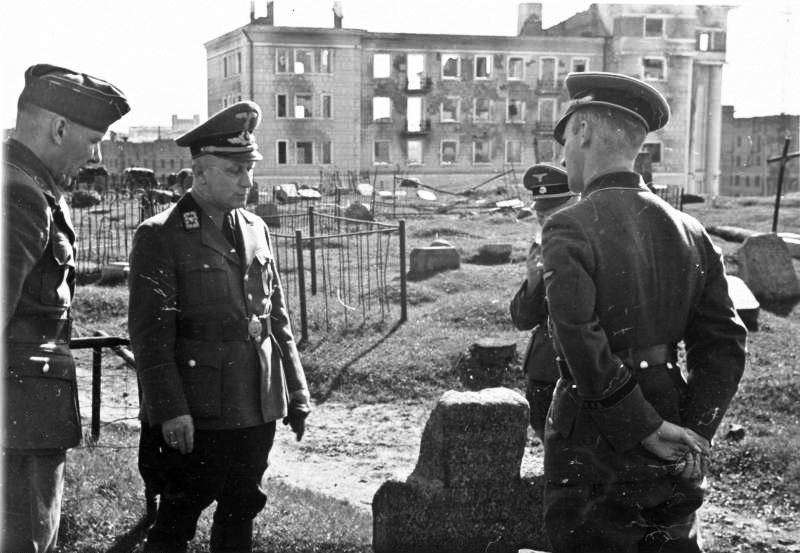
El Gauleiter Wilhelm Kube en Minsk, 1943.

### Planificación y preparación
Cuando Mazanik comenzó a trabajar como sirvienta en la mansión Kube, los partisanos ya habían estado planeando su asesinato. Después de recibir la autorización de Moscú, los destacamentos partisanos en el área de Minsk comenzaron a prepararse para eliminarlo. El 22 de julio de 1943 detonaron una bomba en un teatro de Minsk, matando a unos setenta soldados alemanes; sin embargo, Kube había salido del teatro minutos antes de que estallara la bomba. El 6 de septiembre de 1943, después de que los partisanos atacaran un banquete para oficiales alemanes, lograron matar a 36 oficiales y oficiales de alto rango, pero debido a que Kube no estaba presente por razones desconocidas, no lo mataron ese día, ni tampoco cuando intentaron tenderle una emboscada en un camino por el que viajó muy a menudo.
El 8 de agosto de 1943, Tatiana Kalita, una de las criadas que había trabajado para Kube, presentó a Mazanik a otros miembros de una unidad partisana a la que se le había encomendado la tarea de matar a Kube, incluida Nadezhda Troyan bajo el seudónimo de «Kanskaya» y un hombre llamado Artur que trabajaba para el destacamento partisano conocido como «Dyadi Koli». En una serie de reuniones, Mazanik acordó matar a Kube, ya sea usando un explosivo o veneno, pero no sin antes esperar a que su hermana Valentina Shchutskoi confirmara la identidad de María Osipova y Nikolái Pojlebayev, quienes le habían presentado a Osipova a Mázanik mientras Troyan intentaba hacer que aceptara la tarea. Antes de llevar a cabo el asesinato hicieron planes para que su familia fuera evacuada de Minsk porque sin duda enfrentarían represalias. Luego se reunió con otros partisanos y, después de algunas dificultades, María Osipova le proporcionó a Mázanik una bomba y una cápsula de veneno en caso de que la atraparan. En un principio planearon envenenar a Kube con arsénico, pero Mázanik no quiso hacerlo porque había niños en la mansión de Kube que podrían comer la comida que ellos envenenaban.

### Ejecución del plan
En la noche del 21 de septiembre de 1943, Mázanik, con la ayuda de su hermana Valentina, colocó la bomba para que explotara en 24 horas. A las 6:30h de la mañana siguiente, envolvió la pequeña bomba en un pañuelo y la colocó en su bolso antes de partir para observar una ejecución en masa. Mientras tanto, Valentina y el resto de su familia estaban empacando sus posesiones en carros y saliendo de Minsk hacia áreas del bosque controladas por los partisanos.
Los guardias que estaban a la entrada de la mansión de Kube no prestaron mucha atención a las sirvientas que sabían que trabajaban para Kube, pero sin embargo intentaron ver qué había debajo del pañuelo en la bolsa de Mazanik; sin embargo, logró evitar que la levantaran lo suficiente como para ver la bomba interrumpiéndolos diciendo que contenía un regalo para la esposa de Kube, Anita. Después de entrar a la casa, Mazanik fue al baño y escondió la bomba debajo de su vestido.
A las 10:00 a. m., Kube se fue a su trabajo mientras sus hijos mayores asistían a la escuela. Anita y su hijo menor se fueron de compras, dejando sola a Mázanik y a otro sirviente en la casa; luego entró en la habitación de Kube y colocó la pequeña bomba debajo de su cama, entre el colchón y los resortes. Aproximadamente al mismo tiempo, la familia de Mázanik dejaba la ciudad para ir al bosque. Después de colocar la bomba, Mázanik salió del apartamento diciendo que iba a ir al médico por un dolor de muelas. A la 1:20 a. m. del 22 de septiembre de 1943, la bomba debajo de la cama de Kube estalló cuarenta minutos antes de lo previsto y lo mató. Su esposa embarazada no resultó herida porque estaba durmiendo en una cama diferente en ese momento. Un camión había evacuado a Mazanik de Minsk y los nazis nunca la detuvieron, pero más de 1000 personas en Minsk se vieron obligadas a cavar su propia fosa común y fueron fusiladas como castigo colectivo infligido a la ciudad..
A última hora de la noche del 12 de octubre, todos los conspiradores en el complot fueron trasladados en avión desde Bielorrusia a Moscú, y después de escribir el informe final sobre la misión, los partisanos fueron interrogados por Vsévolod Merkúlov, Bogdan Kobulov y Fiódor Kuznetsov en Lubianka. El 29 de octubre de 1943, los tres principales conspiradores, Mazanik, Troyan y Osipova, recibieron el título de Héroe de la Unión Soviética.

### Otras partes que también reclamaron la responsabilidad del atentado
Las agencias de inteligencia soviéticas habían asignado la tarea de matar a Kube a doce unidades partisanas diferentes, varias de las cuales asumieron que sus miembros fueron los que ejecutaron el complot cuando recibieron la noticia de su muerte. Un líder de una unidad partisana en Bielorrusia, Stepan Kazantsev, afirmó que un prisionero del gueto de Minsk llamado Leo Lieberman había colocado la bomba debajo de la cama de Kube. Si bien Lieberman trabajó en la mansión de Kube, las afirmaciones de Kazantsev de que Lieberman era el asesino no resistieron el escrutinio. Otro grupo partisano, apodado «Los Vengadores», afirmó que ellos eran los responsables y que Mazanik era miembro de su unidad, pero esto se consideró erróneo.
Esta hazaña de los partisanos soviéticos se describe en el largometraje de 1958 Часы остановились в полночь (El reloj se detuvo a medianoche), dirigida por Nikolái Figurovski y producida por Belarusfilm, la serie rusa de 2012 Okhota na gaulyaytera (caza al Gauleiter) dirigida por Oleg Bazilov, y en el documental rusobielorruso de 2007 Убить гауляйтера (Matar al Gauleiter).

## Posguerra

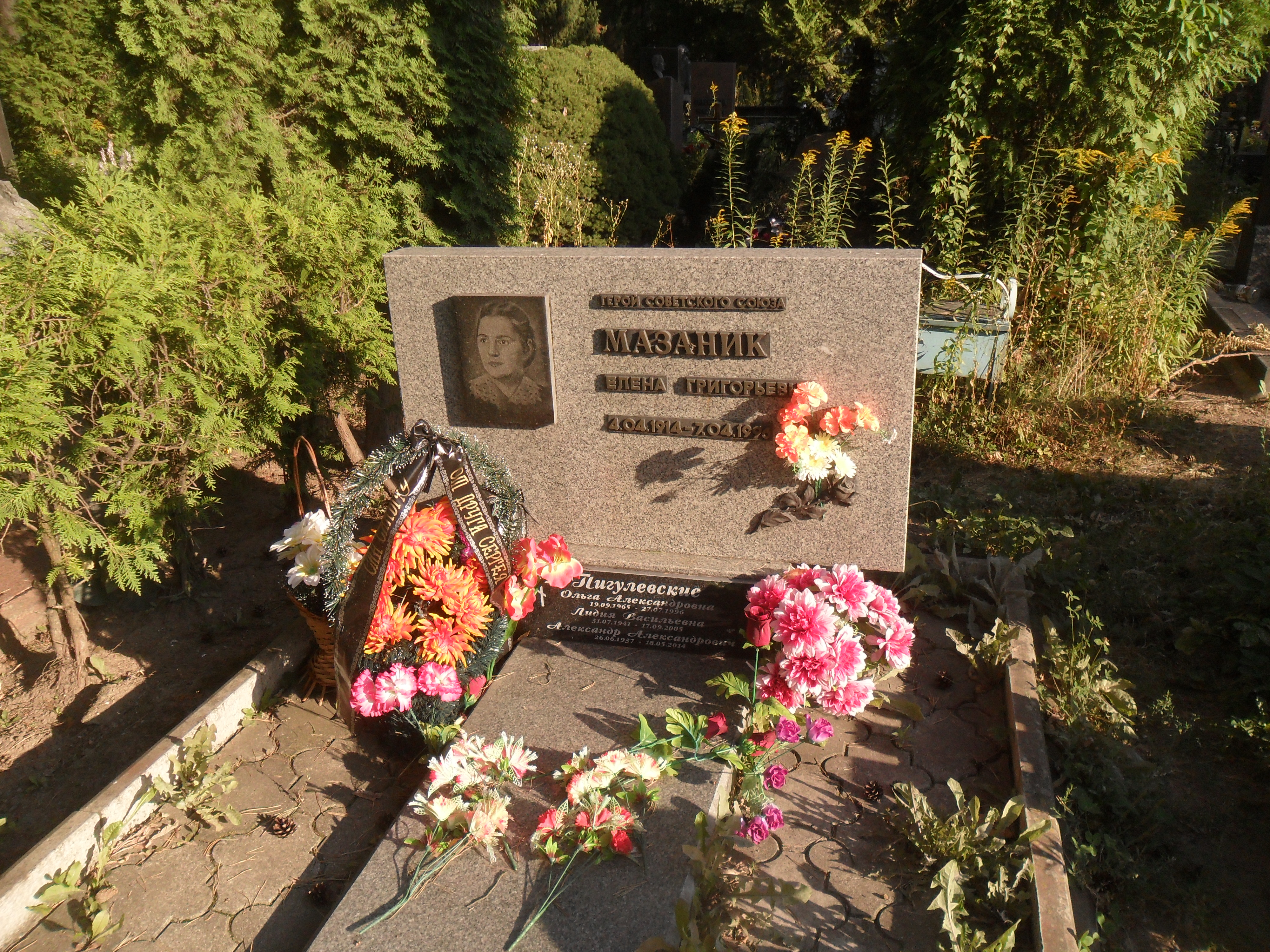
Tumba de Elena Mázanik en el Cementerio Oriental de Minsk.

Elena Mázanik no se volvió a casar después del final de la Segunda Guerra Mundial. En 1946 se unió al Partido Comunista antes de graduarse del Instituto Pedagógico de Minsk en 1952. Más tarde trabajó como subdirectora de la Biblioteca Principal de la Academia de Ciencias de la RSS de Bielorrusia. Murió el 7 de abril de 1996 y fue enterrada en el Cementerio Oriental de Minsk.

## Condecoraciones

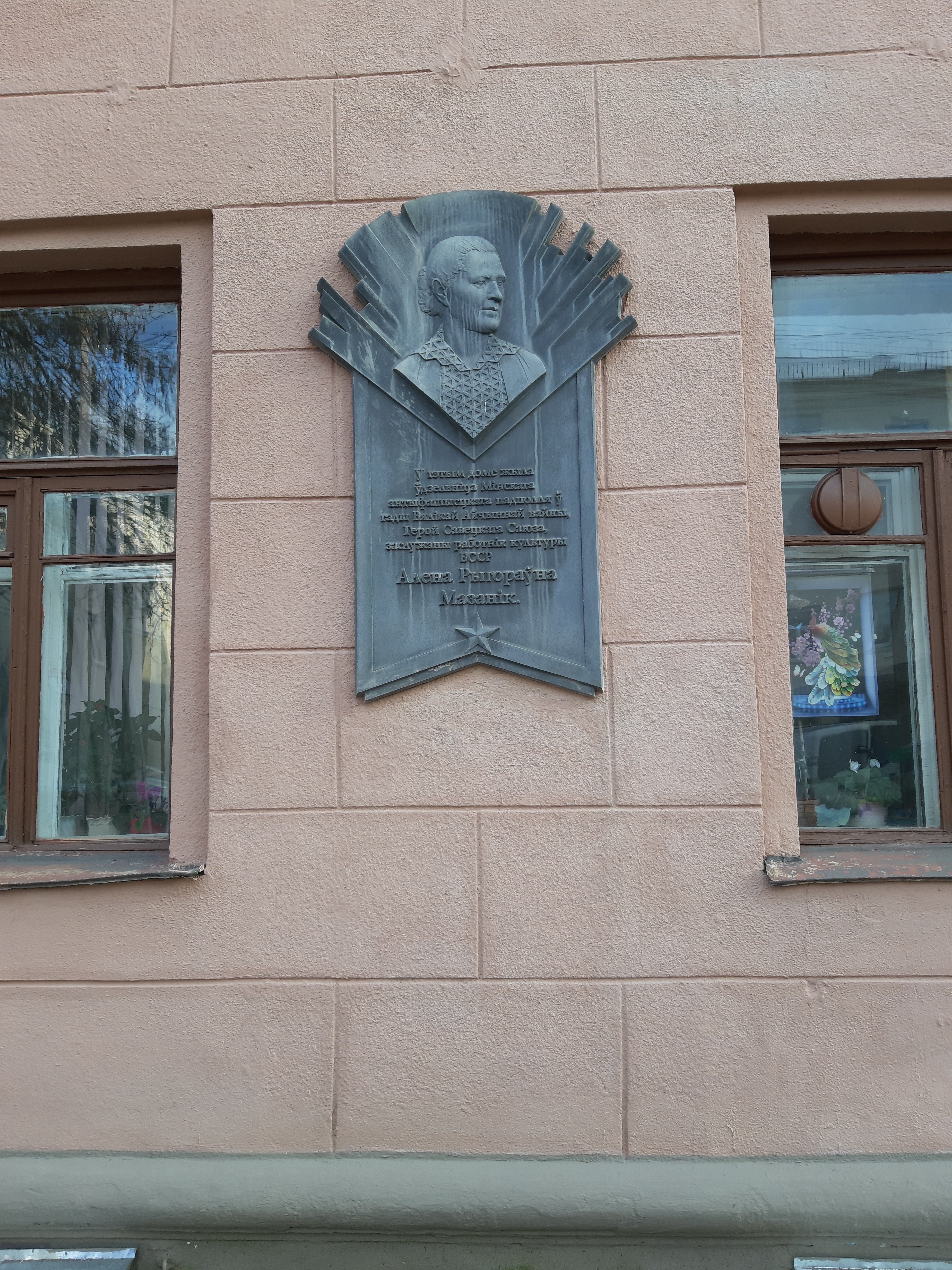
Placa conmemorativa en Misnk

- Héroe de la Unión Soviética (N.º 1208; 29 de octubre de 1943).
- Orden de Lenin (29 de octubre de 1943).
- Orden de la Guerra Patria de 1.er grado.
- Medalla al Partisano de la Guerra Patria de 1.er grado
- Medalla Conmemorativa por el Centenario del Natalicio de Lenin
- Medalla por la Victoria sobre Alemania en la Gran Guerra Patria 1941-1945
- Medalla Conmemorativa del 20.º Aniversario de la Victoria en la Gran Guerra Patria de 1941-1945
- Medalla Conmemorativa del 30.º Aniversario de la Victoria en la Gran Guerra Patria de 1941-1945
- Medalla Conmemorativa del 40.º Aniversario de la Victoria en la Gran Guerra Patria de 1941-1945
- Medalla Conmemorativa del 50.º Aniversario de la Victoria en la Gran Guerra Patria de 1941-1945
- Medalla al Trabajador Veterano
- Medalla del 50.º Aniversario de las Fuerzas Armadas de la URSS
- Medalla del 60.º Aniversario de las Fuerzas Armadas de la URSS
- Medalla del 70.º Aniversario de las Fuerzas Armadas de la URSS

### Listas relacionadas
- Lista de heroínas de la Unión Soviética